# Stepan Fiodorovitch Apraxine
Pour les articles homonymes, voir Apraxine.
Stepan Fiodorovitch Apraxine (en russe : Степан Фёдорович Апраксин ; né le 10 août 1702 (nouveau style), mort le 17 août 1758, nouveau style) a commandé les armées russes pendant la guerre de Sept Ans. Fils de Fiodor Karpovitch (en russe : Федор Карповичь), il combat d'abord contre l'Empire ottoman.

## Biographie
Le comte Apraxine combat sous les ordres de Burckhardt von Münnich contre les Turcs et devient rapidement général. Il est présent lors de la prise d’Otchakov en 1737 et porte à Saint-Pétersbourg la nouvelle de la prise de Khotin en 1739. Quelques années plus tard, il dirige une ambassade Russe en Perse.
À la cour de Russie, Apraxine devient l’un des plus vifs opposants des pro-prussiens et des partisans du comte Jean Armand de Lestocq. Il fut l’un des rares à manifester son soutien au chancelier Bestoudjev-Rioumine, à qui il devra son bâton de maréchal et sa nomination, en 1756, comme commandant en chef des armées russes, lors du déclenchement de la guerre de Sept Ans.
L’année suivante, Apraxine prend le commandement de l’armée, envahit la Prusse et le 30 août 1757, remporte la bataille de Gross-Jägersdorf. À la nouvelle de la victoire, la cour de Russie exulte. Apraxine a désormais le sort de la Prusse entre ses mains. Mais le général reçoit la fausse nouvelle de la mort imminente de l’impératrice Élisabeth. Dans l’intention de soutenir l’héritier au trône, le futur Pierre III de Russie, il traverse le Niémen et rentre en Russie.
Selon certaines interprétations, il aurait été rappelé par Bestoujev dont les ennemis espéraient la chute. Rétablie, Elisabeth chasse effectivement le chancelier du pouvoir et le condamne à l'exil. Convaincu par le tribunal militaire d'avoir reçu des pots-de-vin du roi de Prusse pour sa retraite scandaleuse, Apraxine meurt en prison le 17 août 1758.
Il est le père entre autres du comte Stepan Stepanovitch Apraxine, général et gouverneur militaire de Smolensk et d'Hélène (1735-1768), épouse du prince Kourakine, dame d'honneur d'Élisabeth Ire.

## Sources
- (en) Cet article est partiellement ou en totalité issu de l’article de Wikipédia en anglais intitulé « Stepan Fyodorovich Apraksin » (voir la liste des auteurs) dans sa version du 27 mai 2008.
- Généalogie des comtes Apraxine, Moscou 1998, ЗАО "Нафтам-ИНПРО"